# Paulian
Paulian (ukr. Пауліан) – wieś w Rumunii, w okręgu Satu Mare, w gminie Doba. W 2011 roku liczyła 457 mieszkańców. 